# Ohmmetro

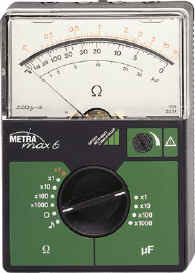
Ohmmetro per manutenzione. Lo strumento misura resistenze da frazioni di ohm (scala rossa diretta) ad un megaohm (scala invertita). Il commutatore seleziona le varie portate.

L'ohmmetro (su alcuni testi è scritto ohmetro) è uno strumento per la misura della resistenza elettrica esistente di un circuito la cui unità di misura è l'ohm (Ω). L'unità di misura possiede questo nome in onore del fisico tedesco Georg Simon Ohm. L'ohmmetro è, insieme all'amperometro, voltmetro, wattmetro, varmetro, cosfimetro (o fasometro), ecc., uno strumento per misurare le grandezze elettriche.
Come per altri strumenti, i parametri fondamentali di un ohmmetro sono tre (vedi Strumenti di misura per grandezze elettriche):
- la classe di precisione (o classe)
- la portata
- la risoluzione

Un altro parametro non meno importante è la tensione di isolamento.
In base al loro principio di funzionamento esistono quattro tipi diversi di ohmmetri:
- ohmmetri amperometrici a scala invertita
- ohmmetri amperometrici a scala diretta
- ohmmetri a bobine incrociate
- ohmmetri elettronici

Uno strumento che è a volte confuso con l'ohmmetro, anche se ha scopi diversi, è il:
- Rivelatore di continuità

## Generalità
Misurare la resistenza elettrica è di fondamentale importanza pratica. Alcuni esempi possono essere chiarificatori: resistenza degli strumenti elettrici, resistenza di campioni di resistori (indispensabili per i moltissimi metodi di misura delle altre grandezze elettriche come frequenza, induttanza, capacità, ecc.), resistenza di isolamento (di impianti elettrici e di macchine elettriche), ecc.
La misura della resistenza di terra è un capitolo a sé stante, (vedi misura della resistenza di terra). Che la misura della resistenza sia di fondamentale importanza si può vedere anche dai tanti metodi diversi esistenti per poterla misurare. I metodi variano in base alla grandezza della resistenza da misurare e alla precisione richiesta. La misura è effettuata sempre con una tensione di alimentazione in continua, se si utilizzasse una tensione di alimentazione in alternata non si misurerebbe la resistenza del resistore ma l'impedenza, visto che l'induttanza (o la capacità) eventualmente presente ne altererebbe il valore.
Si elencano alcuni metodi alternativi all'ohmmetro, per misurare la resistenza elettrica:
- metodo voltamperometrico (è un metodo molto semplice, trattasi di misurare la tensione che alimenta la resistenza e la corrente che l'attraversa. È un metodo valido per tutti i valori di resistenza).
- metodo di confronto (è un metodo molto semplice, trattasi di misurare due tensioni, una ai capi di una resistenza campione e l'altra ai capi della resistenza incognita quando sono attraversate dall'identica corrente elettrica. È un metodo valido per la misura di resistenza fino a pochi ohm).
- metodo del doppio ponte di Thomson (è il metodo classico per la misura di resistenza fino a pochi ohm).
- metodo del ponte di Wheatstone (è il metodo classico per la misura di resistenza compresa tra pochi ohm e poche migliaia di ohm. A questa categoria appartengono anche i metodi del "ponte a cassetta" e del "ponte a filo").
- metodo voltmetrico (è un metodo semplice e veloce per misurare la resistenza di valore superiore alle migliaia di ohm, anche se non è molto preciso. Il valore della resistenza incognita deve essere non troppo diverso da quella del voltmetro usato per la misura).
- metodo di sostituzione (è un metodo per misurare la resistenza di valore superiore alle migliaia di ohm).

## Ohmmetri amperometrici a scala invertita

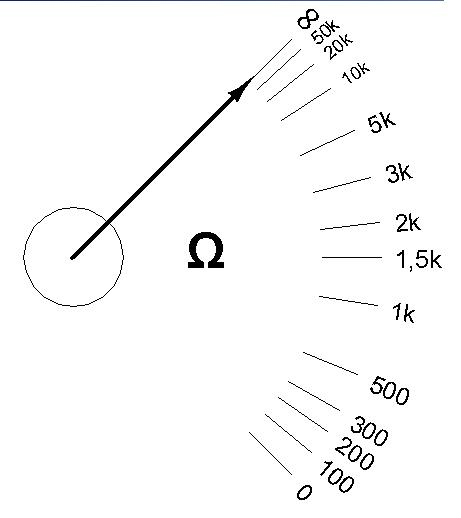
Scala invertita di un ohmmetro.

Questi ohmmetri sono i più semplici e si trovano comunemente nei tester (o multimetri). Consistono in una pila, una resistenza variabile, e un amperometro magnetoelettrico (più comune di un milliamperometro magnetoelettrico o di un microamperometro magnetoelettrico). Inserendo la resistenza incognita in serie a questo circuito la deviazione dell'ago dello strumento è funzione inversa della resistenza incognita (con resistenza nulla si ha la massima deviazione, con resistenza via via crescente, la deviazione è sempre più piccola). Per compensare eventuali piccole variazioni della tensione della nostra pila bisogna, prima di effettuare la misura, cortocircuitare lo strumento e, attraverso la resistenza variabile, "azzerare" lo strumento. Questo tipo di strumento ha alcuni difetti intrinseci, il più grande è di non poter misurare valori resistivi oltre un certo valore. Valore che dipende dalla resistenza interna allo strumento medesimo e dalle caratteristiche interne dell'amperometro.
Un metodo per poter aggirare questo ostacolo consiste nel variare, in contemporanea, sia la resistenza del circuito, sia la tensione di alimentazione attraverso un apposito circuito elettrico. Gli strumenti così costruiti, in genere, hanno più portate con costanti di moltiplicazione che usualmente sono 1 - 10 - 100 - 1.000. Esistono due metodi per variare la portata a questi strumenti, il primo consiste in un commutatore rotante, il secondo consiste in una serie di boccole dove si devono inserire appositi spinotti che fanno capo a dei puntali. La scala di lettura di questi strumenti varia da infinito a zero. In questi strumenti, in genere, la pila è una comunissima pila commerciale da pochi volt.
Se si usasse, per aggirare l'ostacolo precedentemente accennato, una tensione di alimentazione crescente al crescere della resistenza incognita, non si potrebbe effettuare il necessario azzeramento dello strumento, visto che il circuito sarebbe attraversato, in questa eventualità, da una corrente maggiore della portata dello strumento magnetoelettrico causandone il sicuro danneggiamento.

## Ohmmetri amperometrici a scala diretta
Questi ohmmetri sono molto simili agli "ohmmetri amperometrici a scala invertita", se ne differenziano per la connessione dello strumento magnetoelettrico: non è in serie alla resistenza incognita, ma è in parallelo. Questi strumenti hanno un valore di fondo scala (la massima resistenza misurabile) ben determinato, al contrario degli "ohmmetri a scala invertita". Anche in questi strumenti è possibile avere più portate resistive ed è anche possibile, attraverso un tasto apposito, che inserisce nel circuito una resistenza di valore noto e molto preciso, effettuare l'indispensabile azzeramento dello strumento in modo da compensare piccole variazioni di tensione della pila interna. La scala di lettura di questi strumenti varia da zero al valore di fondo scala (che è prefissato). Anche in questi strumenti, in genere, la pila è una comunissima pila commerciale da pochi volt. Questi ohmmetri hanno una buona precisione, ma hanno una portata, in genere, limitata.

## Ohmmetri a bobine incrociate

Schema di uno strumento a bobine incrociate.
1. Gli avvolgimenti a 90º
2. L'indice dello strumento solidale con le bobine
3. La scala
4. Le polarità del magnete permanente al traferro

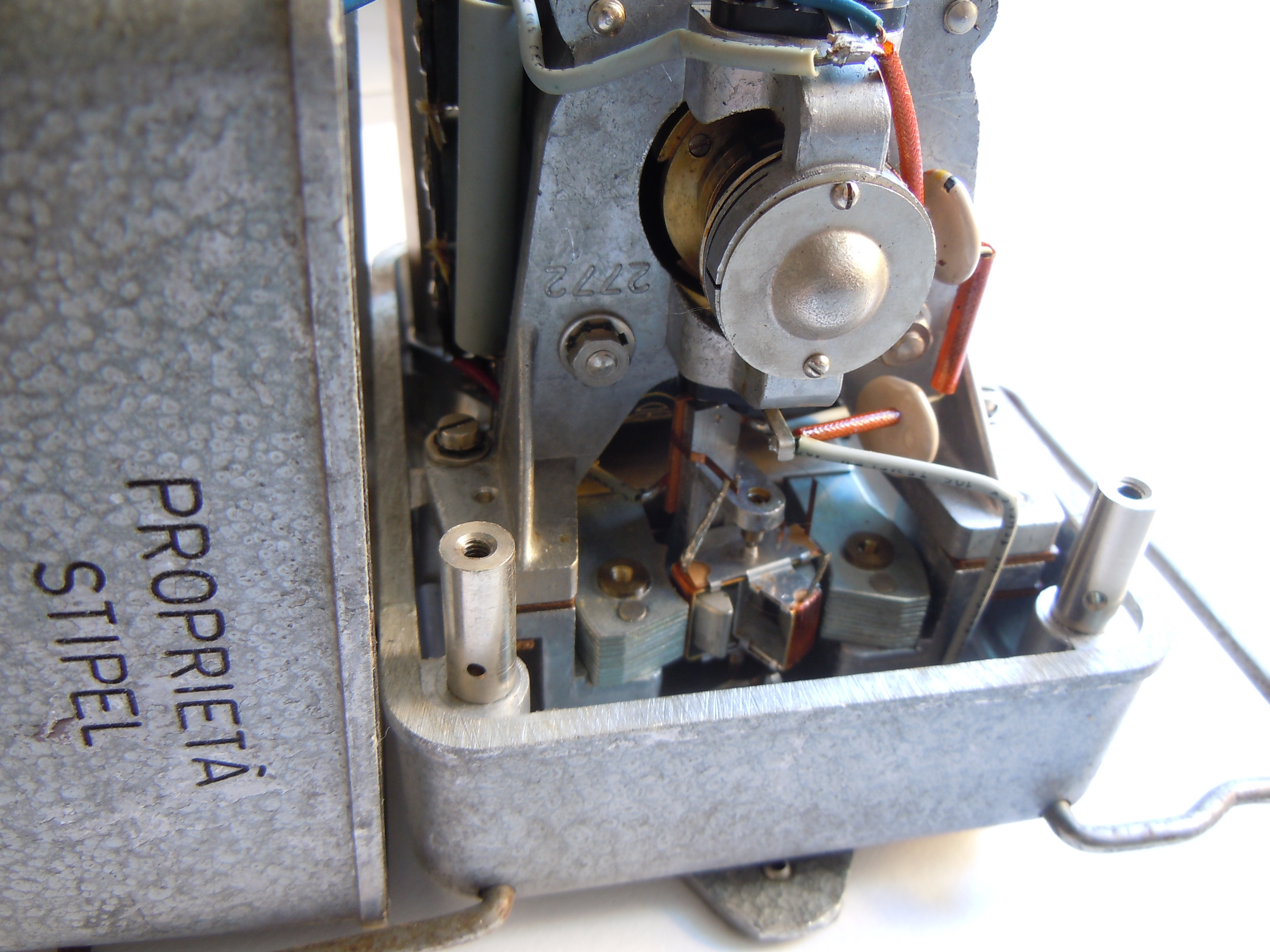
Qui sono visibili le bobine incrociate in un ohmetro a manovella aperto

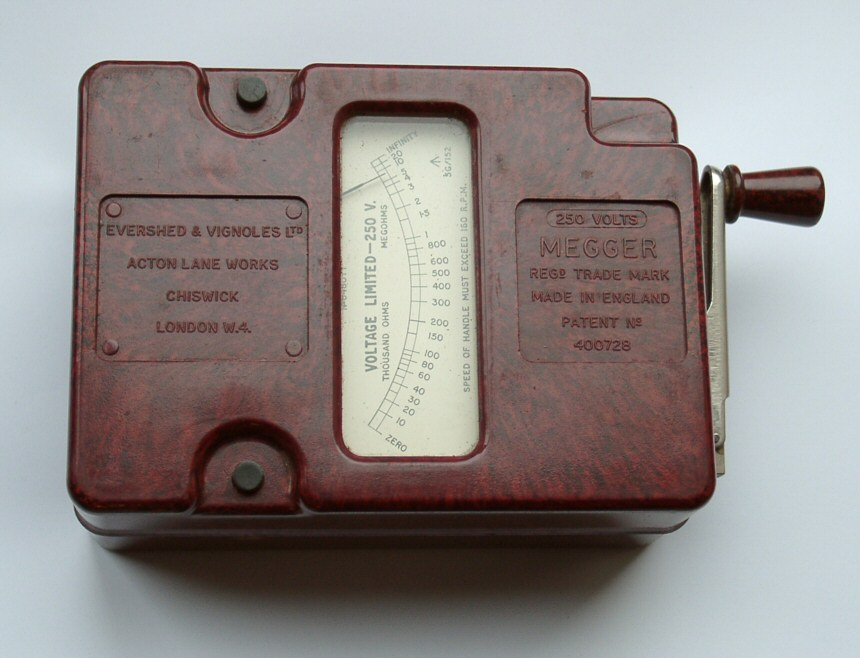
Un vecchio ohmmetro della Megger (Seconda guerra mondiale). A destra si vede la manovella.

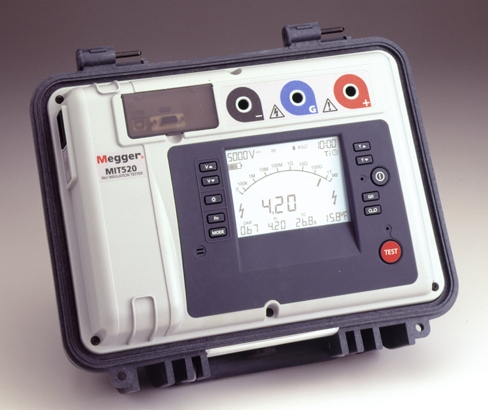
Ohmmetro per misure di isolamento. Lo strumento permette di verificare isolamenti fino a 15 teraohm (TΩ) con tensione massima di 5.000 volt.

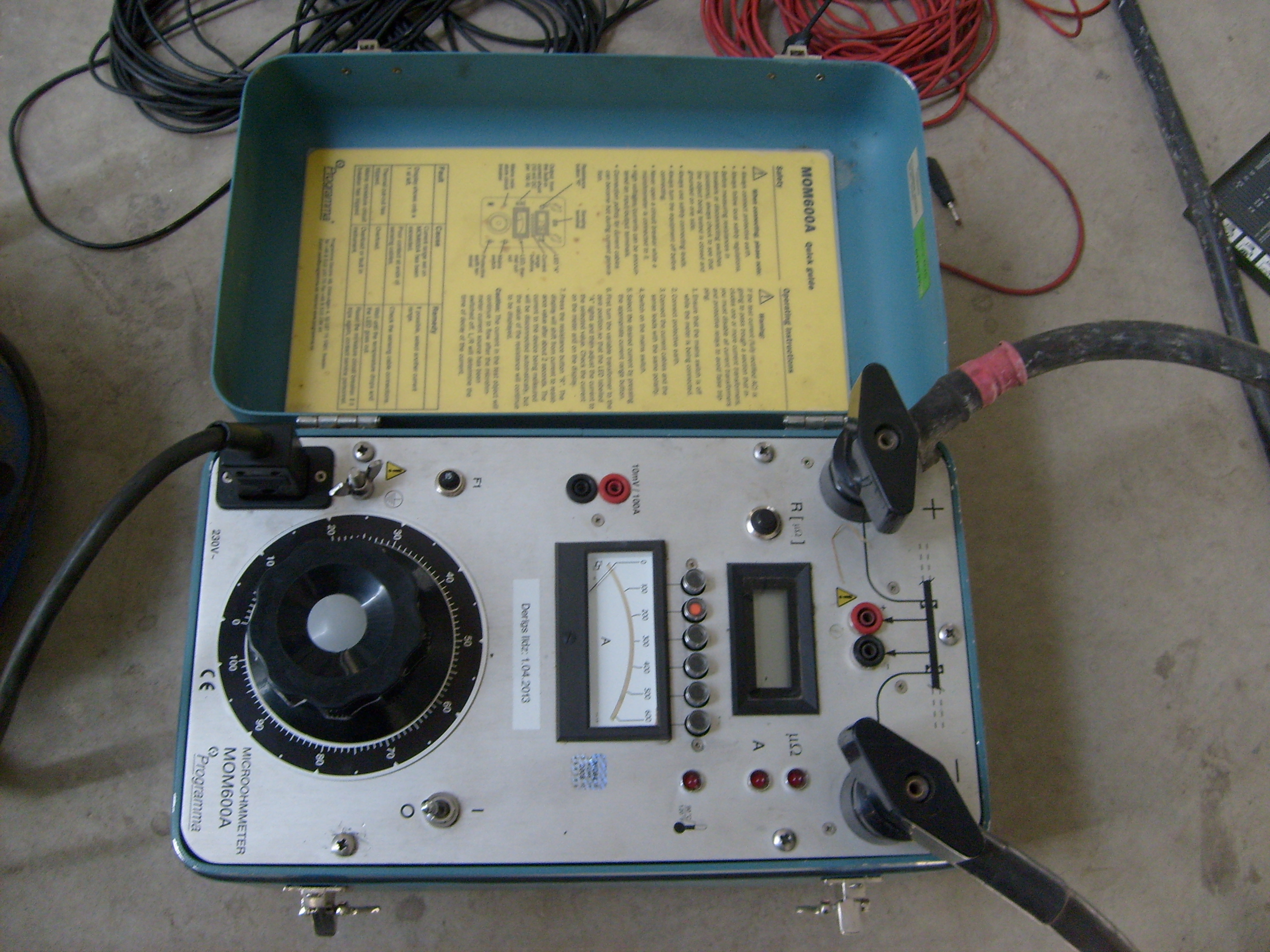
Ohmmetro per la misura di resistenze di contatto fino a 1999 µ Ω, con correnti di prova fino a 600 ampere.

Questi strumenti sono chiamati usualmente "megaohmmetri" o "misuratori di isolamento Megger". Quando si vuole misurare una resistenza molto grande (per esempio la resistenza di isolamento degli impianti elettrici, o la resistenza di isolamento dei circuiti di una macchina elettrica) si utilizza questo tipo di ohmmetri. Il vantaggio è che solo con questi strumenti si possono utilizzare tensioni di prova molto elevate. Per questo, all'interno dello strumento, esiste un piccolo generatore di corrente continua, a magneti permanenti, comandato attraverso una manovella che l'operatore deve far ruotare. La tensione che si raggiunge con questo generatore varia al variare del tipo di utilizzo di questi ohmmetri. Esistono ohmmetri con tensioni di 100 V, 500 V, 1.000 V ed anche con tensioni di oltre 2.000 V.
Esistono degli artifici meccanici per evitare di far ruotare troppo velocemente il rotore del generatore di corrente continua. Il disinnesco centrifugo interviene quando la velocità supera un valore prestabilito ed a quel punto il generatore fornisce una tensione continua praticamente costante per un certo tempo. È ovvio che la tensione così ottenuta non può certamente essere stabile come è necessario per i tipi precedenti di ohmmetri rendendone inadatti i relativi schemi. Per questa ragione tali ohmmetri hanno un particolare strumento indicatore, detto a bobine incrociate, che permette di rendere la misura quasi indipendente dalla tensione di alimentazione. Sempre per questo motivo non esiste la necessità di fare, prima della misura, l'azzeramento dello strumento, cosa sempre indispensabile per i tipi precedenti.
Per il suo principio di funzionamento questo strumento appartiene alla categoria degli strumenti magnetoelettrici (vedi Strumenti di misura per grandezze elettriche) anche se, rispetto ad essi, ha due bobine incrociate e non ha molle antagoniste o dispositivi con identico scopo (è quindi uno strumento detto astatico). L'ohmmetro possiede un equipaggio fisso che è un magnete permanente con un intraferro (o traferro) costante e un equipaggio mobile composto da due bobine identiche sfalsate di un angolo retto ed il tutto è rigidamente collegato all'asse dello strumento. Ad una bobina è collegata in serie una resistenza nota ed il tutto è alimentato dalla tensione del generatore interno. L'altra bobina è collegata in serie alla resistenza da misurare ed il tutto, anche in questo caso, è alimentato dalla tensione del generatore interno (i due circuiti risultano perciò in parallelo).
Quando lo strumento non è alimentato (cioè è a riposo) l'equipaggio mobile si trova in uno stato di equilibrio indifferente. Quando viene alimentato, su queste due bobine si vengono a creare due coppie contrastanti e l'equipaggio mobile troverà il suo equilibrio quando la tangente dell'angolo di deviazione eguaglia il rapporto tra le correnti che percorrono le due bobine. Ovviamente lo strumento viene tarato direttamente in ohm in modo che la deviazione dell'ago dello strumento dia una misura diretta. La scala di lettura è di tipo logometrico, cioè dipende dal rapporto di due grandezze.
Uno strumento così costruito risente, in maniera notevole, della disuniformità del campo magnetico presente nell'intraferro, richiedendone una taratura empirica. Per poter ovviare a questo problema, anzi, per poter approfittare di questo "difetto", in modo da migliorare la scala di lettura, viene creato un intraferro non uniforme ad espansioni polari cilindriche, dove al suo interno esiste un nucleo di ferro dolce a profilo ellittico rigidamente fissato e le due bobine non sono più sfalsate tra di loro ad angolo retto, ma sono sfalsate con un angolo nettamente inferiore. Questo comporta alcuni vantaggi, il principale è quello di avere una scala più ampia (intesa come angolo di deviazione dell'indice dell'ohmmetro). Anche in questa conformazione lo strumento necessita di una taratura empirica e la scala si addensa notevolmente verso il fondo per valori di resistenza incognita molto alti.
Praticamente lo strumento ha, in serie alla resistenza incognita, una resistenza di protezione con lo scopo di proteggere la corrispondente bobina dello strumento, nel caso la resistenza che si voglia misurare sia nettamente più piccola del previsto, impedendo che la corrente circolante distrugga la bobina. Esiste anche un commutatore, che inserisce una o più resistenze di valore opportuno in parallelo al circuito serie creato dalla bobina e dalla resistenza di protezione, che permette di variare la portata dello strumento ampliandone notevolmente la sensibilità. In genere questo derivatore ha tre posizioni. Una posizione è senza resistenza supplementare, le altre due posizioni inseriscono, alternativamente, due resistenze, permettendo di avere tre portate differenti che sono generalmente 1 - 10 - 100.

## Ohmmetri elettronici
Gli "ohmmetri elettronici" possono essere sia con visualizzazione analogica, sia digitale (o numerica). Ovviamente sono, costruttivamente, diversi tra loro, ma come strumenti per misurare la resistenza sono identici. È interessante notare che, a differenza degli strumenti classici, dove lo strumento vero e proprio è un amperometro (bassissima impedenza di ingresso), negli strumenti elettronici lo strumento vero e proprio è un voltmetro (grandissima impedenza di ingresso). Questo fatto comporta l'inversione dello schema di funzionamento. Anche in questi strumenti, come per gli ohmmetri amperometrici, la tensione è fornita da una comunissima pila commerciale di pochi volt. Anche per gli ohmmetri elettronici, come per gli ohmmetri amperometrici, c'è la possibilità di avere più portate ohmmetriche.
Per misurare resistenze non troppo grandi (per esempio resistenze dei resistori, ecc.) il voltmetro elettronico è inserito in parallelo alla resistenza incognita e la scala di lettura di questi strumenti varia da zero al valore di fondo scala (scala diretta). Il campo di applicazione è molto ampio e può variare da pochi millesimi di ohm (mΩ) ad alcuni milioni di ohm (MΩ).
Per misurare resistenze molto grandi (per esempio resistenze di isolamento) il voltmetro elettronico è inserito in serie alla resistenza incognita e la scala di lettura di questi strumenti varia da infinito a zero (scala invertita). Il campo di applicazione è molto ampio e può variare da poche migliaia di ohm (kΩ) ad alcuni miliardi di ohm (GΩ).

## Rivelatori di continuità
La differenza esistente tra gli ohmmetri e i rivelatori di continuità è molto semplice. Il primo strumento dà un valore alla resistenza di un circuito, il secondo dice solamente se il circuito, che dovrebbe essere a resistenza abbastanza piccola, è integro (resistenza trascurabile) oppure è interrotto (resistenza elevatissima). È evidente, da quello appena detto, che un ohmmetro può essere utilizzato anche come rivelatore di continuità, ma non è possibile fare l'inverso.
Esistono diversi rivelatori di continuità, uno dei più semplici è dato dal "cacciavite cercafase". Collegando la fase della tensione di rete (nei circuiti che sono in grado di sopportare tale tensione) è possibile, con il "cacciavite cercafase" verificare se all'altro estremo si rileva la fase (circuito non interrotto), in caso contrario ho un circuito interrotto. Un caso pratico dove si utilizza il cacciavite cercafase è nella ricerca dei guasti degli impianti elettrici civili e industriali. In questo caso non si ha la necessità di conoscere la resistenza di un tratto di circuito, ma più semplicemente verificare se il cavo è integro (e allora si rileva tensione) oppure è interrotto (ed in questo caso non si rileva nessuna tensione).
Un'ulteriore rivelatore di continuità utilizzato nella ricerca di cortocircuiti presenti su schede elettroniche, consiste in un milliohmmetro a più portate, dotato di un piccolo altoparlante, il quale emette un tono con frequenza proporzionale al valore resistivo presente ai capi della coppia di puntali usati per l'individuazione del punto di cortocircuito.